# LeRoy Pope Walker
Judah Philip Benjamin (1817–1884) – pierwszy konfederacki sekretarz wojny; wydał rozkaz ataku na Fort Sumter. Zrezygnował z fotela sekretarza przed końcem roku i przez krótki okres służył jako generał brygady, jednakże nie brał udziału w żadnej bitwie.

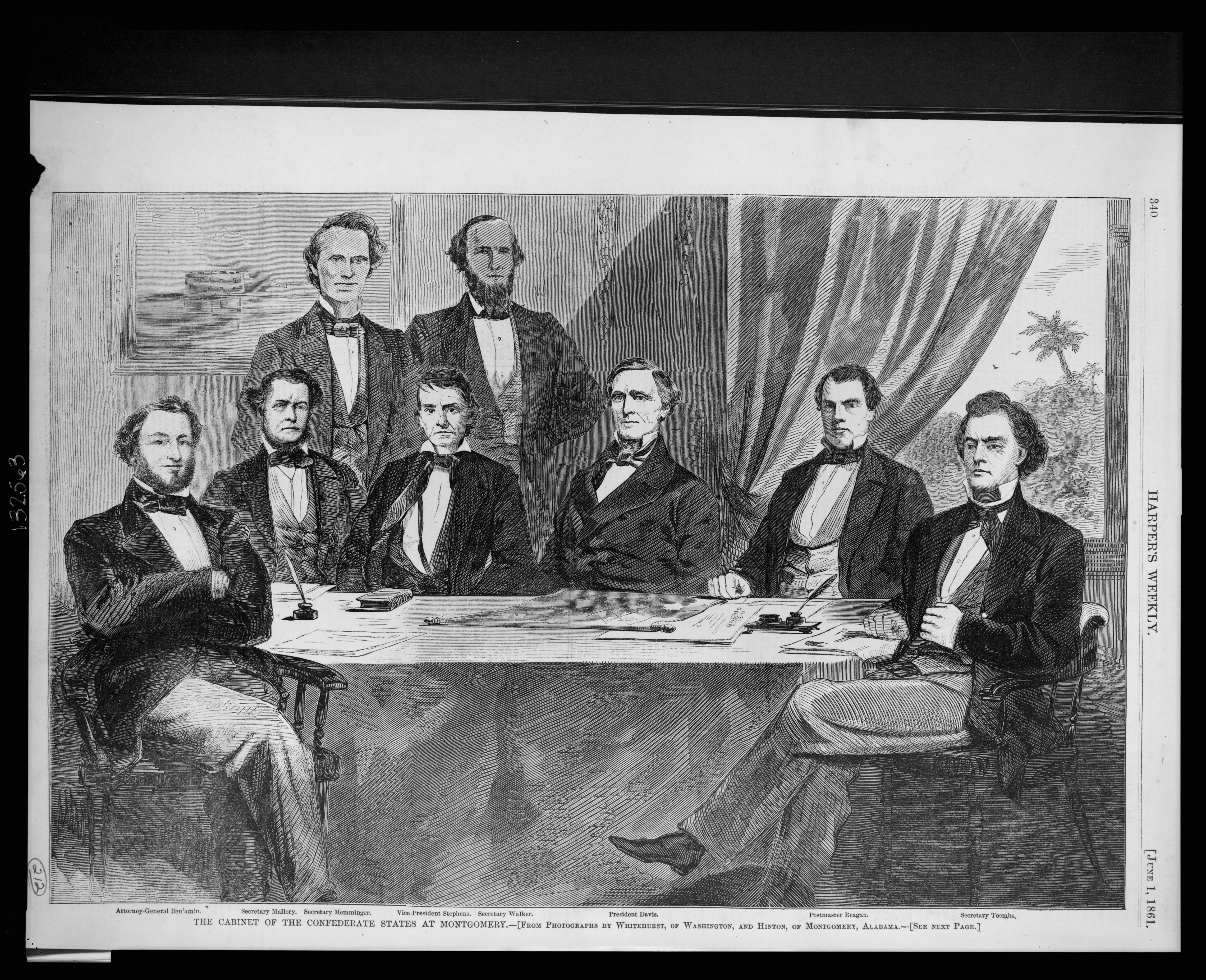
Gabinet Konfederacji (od lewej): Judah P. Benjamin, Stephen Mallory, Christopher Memminger, Alexander Stephens, LeRoy Pope Walker, Jefferson Davis, John Henninger Reagan oraz Robert Toombs